# Gnewikow
Gnewikow ist ein Ortsteil der Kreisstadt Neuruppin im Brandenburger Landkreis Ostprignitz-Ruppin.

## Geografie
Das Straßendorf Gnewikow erstreckt sich am leicht ansteigenden Ostufer des Ruppiner Sees und Neuruppin Süd liegt ca. 2,5 Kilometer gegenüber am Westufer.

## Geschichte
Das vermutlich Anfang des 13. Jahrhunderts gegründete Dorf wurde im Jahre 1252 im Zusammenhang mit Burchard von Gnewikow erstmals urkundlich erwähnt und auch als Gnefekow, Gnebikow und Gnevickow bezeichnet. Um 1490 gehörte Gnewikow zur im Kern reichsunmittelbaren Herrschaft Ruppin der Grafen von Lindow-Ruppin und es bestanden schon 2 Rittergüter.
Im Visitationsbericht von 1541 führt das Dorf den Namen Gnebikow.
Bis in das 17. Jahrhundert bestand der Ort aus einem Lehnschulzengut, zwei adligen Wohnhöfen, zehn Bauernstellen sowie zwei Kossätenstellen. Die Verhältnisse im Dorf wurden maßgebend durch die Gutsfamilie von Woldeck bestimmt, die von 1307 bis um 1850 über Gnewikow herrschte. Daneben besaßen weitere Familien das zweite Rittergut wie in Folge die von Kötteritz, die von Knobloch, die von Geetz und die von Zicker und ging dann an die von der Marwitz.
Um das Jahr 1798 besitzen die Güter 15 Hufen Ackerland und zusammen mit dem Dorf 200 Morgen Wiesenland im Wustrauer Luch und die Pfarrei besitzt 3 Hufen. Es gibt zu jener Zeit 7 Ganzbauern (Vollhüfner) und 2 Kossäten mit 33 Hufen bestem Acker zur Bewirtschaftung.
Unter den 137 Bewohnern, die sich auf 27 Wohnstätten (Feuerstellen) aufteilten, befanden sich 8 Einlieger, 5 Büdner, 30 Dienstboten und 2 Hirten.
Der letzte Woldeck auf Gnewikow war Ernst von Woldeck (1788–1863), den die Bauern im Dorf als „Seebaron“ bezeichneten. Neben dem Gutsbezirk existierte die Bauerngemeinde, die sich im 19. Jahrhundert zugunsten der Gutsbesitzer stark reduzierte.
Das Straßendorf entwickelte sich in Richtung Wuthenow.
Auf seinen Wanderungen durch die Mark Brandenburg kam im Juli 1859 auch Theodor Fontane in den Ort: Gnewikow, Karwe und Wustrau sind Rittergüter, schrieb er anlässlich eines Spaziergangs um den Ruppiner See.
Die Orte Gnewikow und Karwe bildeten vom 20. Mai 1974 bis zum 5. Mai 1984 die Gemeinde Gnewikow-Karwe. Seit dem 6. Dezember 1993 gehört der Ort mit den Vorwerken Hermannshof, Seehof und Seeblick zu Neuruppin.

### Einwohnerentwicklung
| Jahr      | 1766 | 1785 | 1798 | 2017 |
| Einwohner | 148  | 144  | 137  | 313  |

### Historische Landwirtschaft

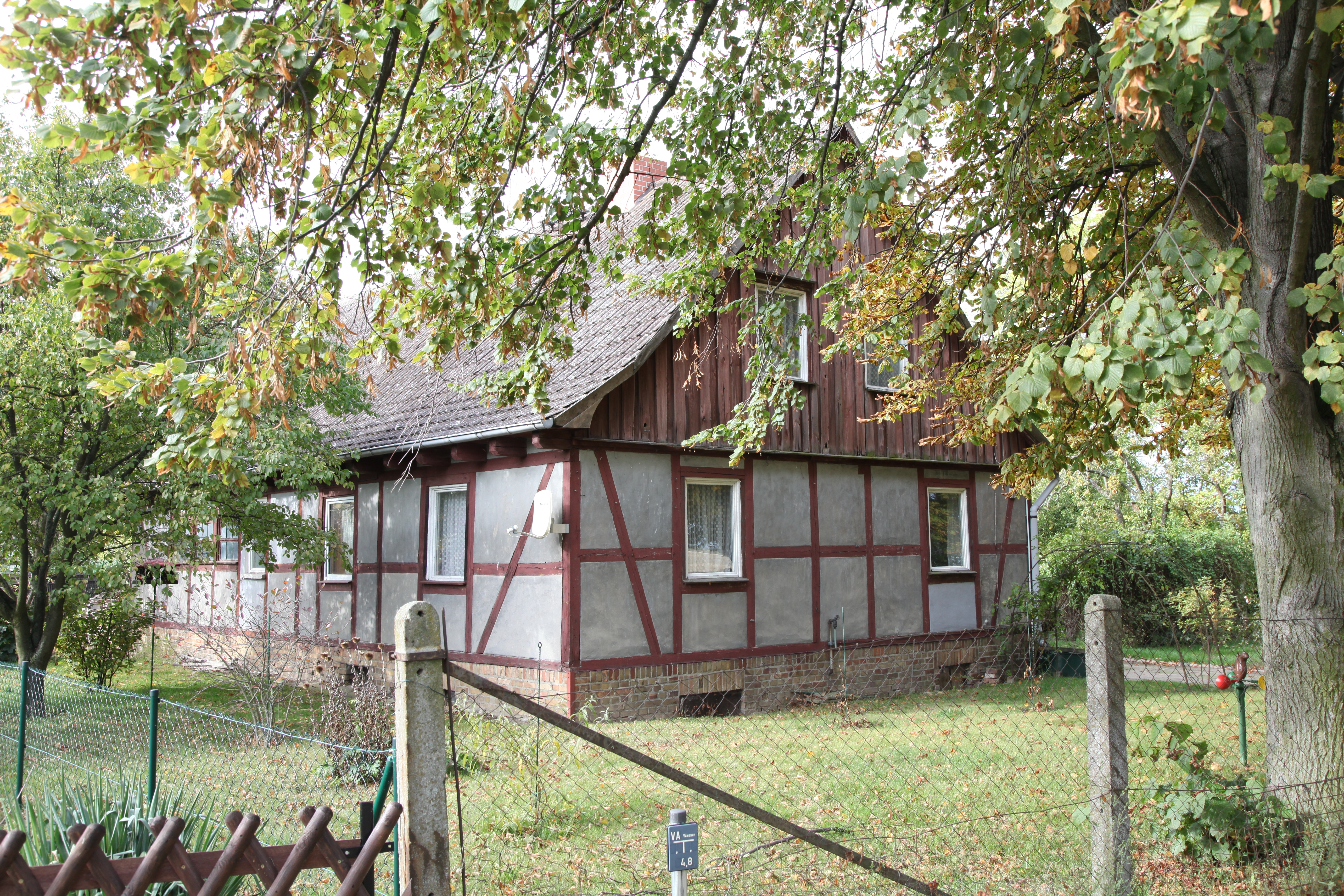
Neubauernhaus Gnewikow Am See 17

| Aussaat     | Weizen                | Roggen     | Gerste                | Hafer                  | Erbsen               | Wicken      | Buchweizen | Kartoffeln            | Leinsamen            |
| Menge       | 1 Winspel 14 Scheffel | 23 Winspel | 16 Winspel 7 Scheffel | 12 Winspel 12 Scheffel | 3 Winspel 2 Scheffel | 16 Scheffel | 9 Scheffel | 6 Winspel 14 Scheffel | 1 Winspel 4 Scheffel |
| Tierbestand | Pferde                | Rinder     | Schafe                | Schweine               |                      |             |            |                       |                      |
| Stück       | 44                    | 143        | 777                   | 60                     |                      |             |            |                       |                      |

## Gutshaus mit Park

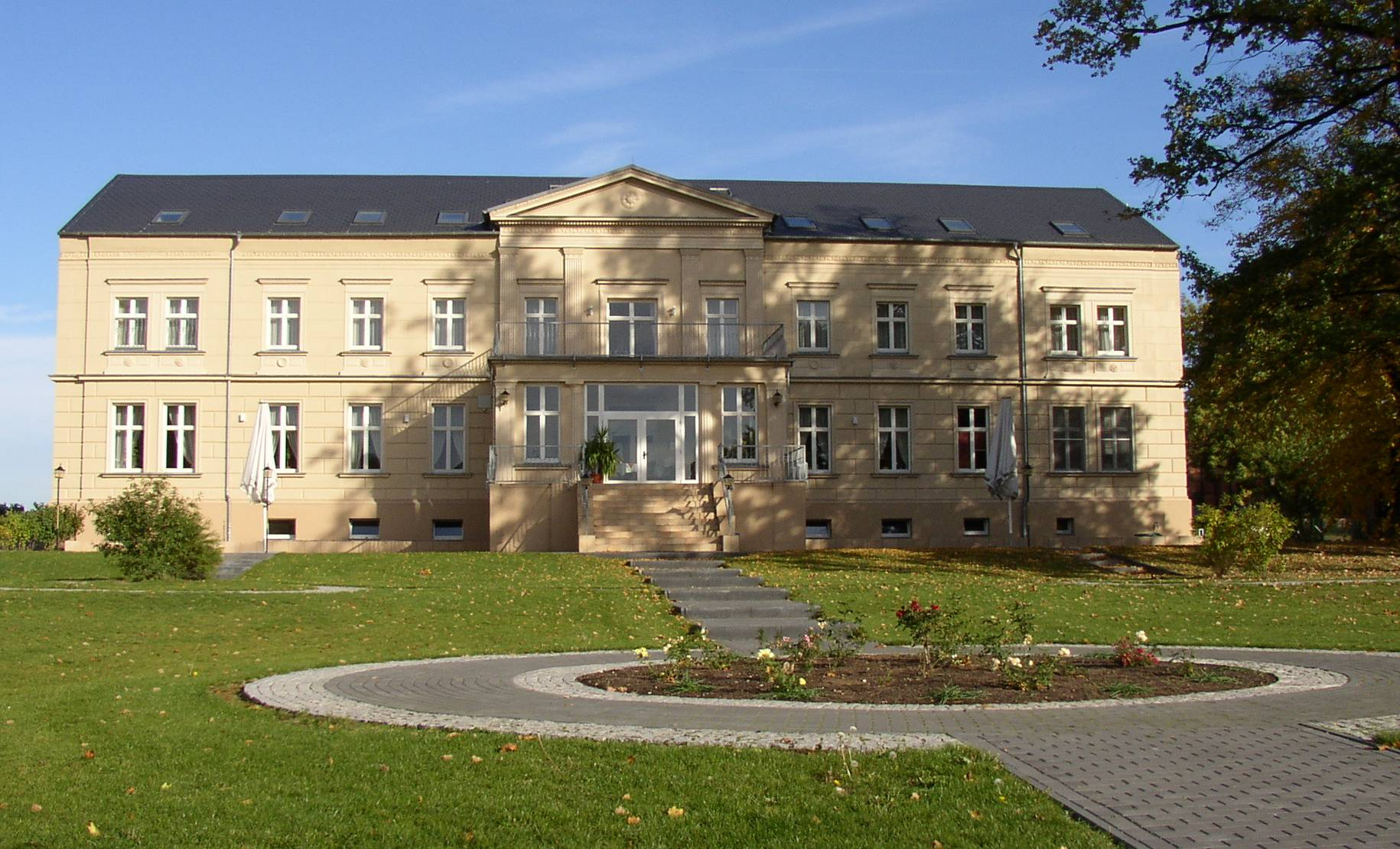
Gutshaus

Das Gut gehörte seit dem Spätmittelalter der Familie von Woldeck und ging erst ab 1844 in den Besitz der bürgerlichen Familie Jacobs über. 1800 begann der Bau eines eingeschossigen Gutshauses, welches 1870 aufgestockt und mit spätklassizistischen Fassaden versehen wurde. Der Gutspark ist durch zahlreiche gartenkünstlerische Elemente gestaltet und prägt dadurch die Kulturlandschaft rund um den Ruppiner See.
Seit der Rekonstruktion 2003/2004 wird das Gutshaus als Hotel und Restaurant Gut Gnewikow verwendet und gehört zum Jugenddorf am Ruppiner See.

## Dorfkirche

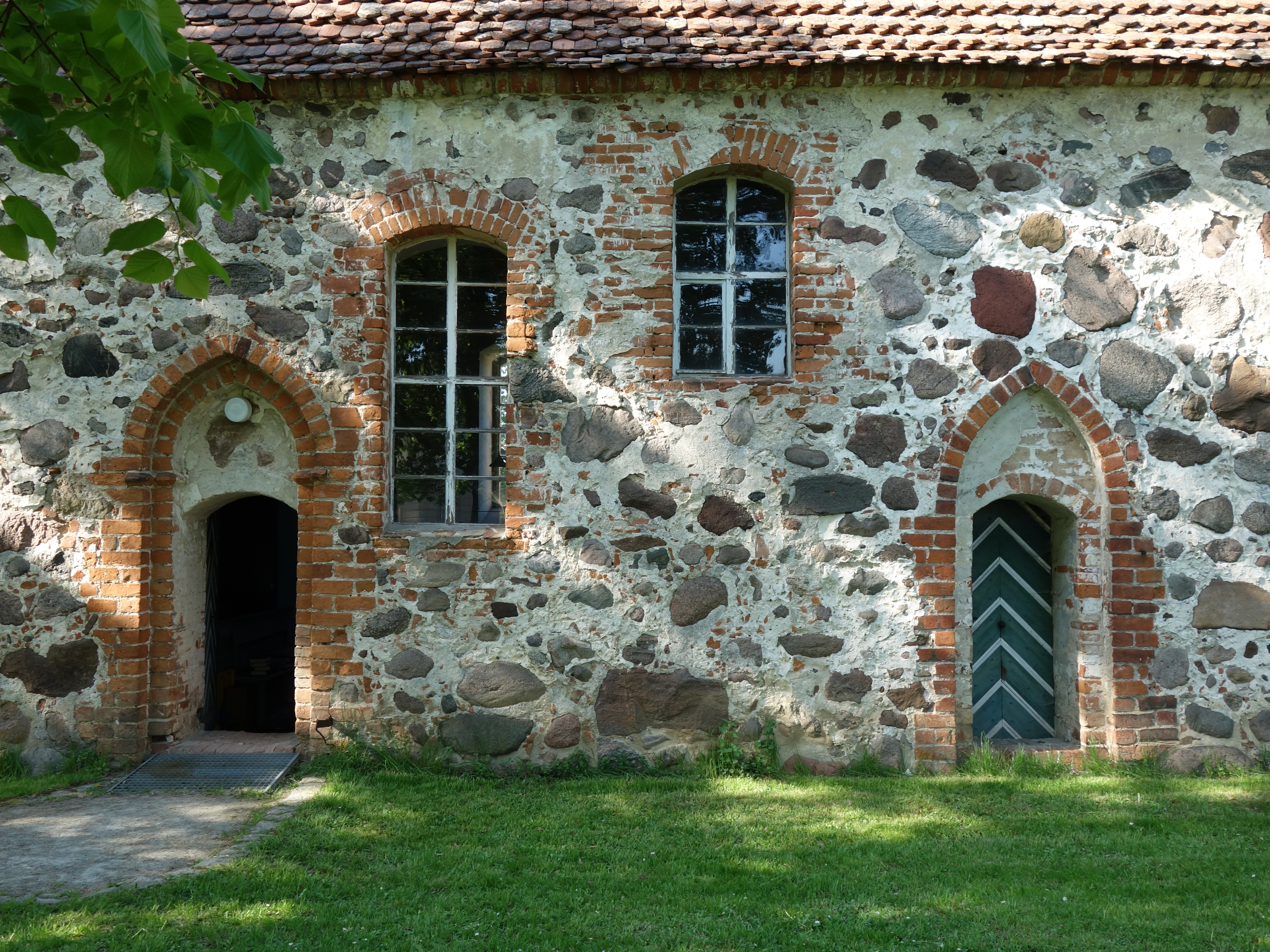
Dorfkirche Gnewikow 2018 Südportal

„[Gnewikow] tritt aus dem Schilf- und Waldufer am deutlichsten hervor und ist mit seinem Kirchturm und seinen Bauernhäusern eine besondere Zierde des Sees“ (Theodor Fontane).
Die Dorfkirche hatte von 1584 bis 1594 eine eigene Pfarrstelle und als Pastoren werden Peter Gagittarius oder Schütz genannt. Ab dem Jahre 1695 gehörte sie als Filialkirche zu Karwe und das Kirchenpatronat lag beim jeweiligen Gutsbesitzer.
Die Kirche ist ein weitgehend ursprünglich erhaltenes Zeugnis spätmittelalterlicher Baukunst im Ruppiner Land. Aus vorreformatorischer Zeit sind neben der Sakramentsnische in der Nordwand des Chorraumes auch Reste der ursprünglichen ornamentalen Wandmalerei erhalten. Der zweigeschossige Altaraufbau aus dem 17. Jahrhundert zeigt Ölgemälde des Abendmahls und der Kreuzigung. Links davon steht die Kanzel mit Brüstungsbildern von Christus und den Evangelisten.
Beim Rautengiebel des Nordanbaus handelt es sich um eines der ältesten Beispiele des Fachwerkbaus in der Region. Auf der östlichen Seite des Kirchhofs findet man noch heute den verwitterten Grabstein des Rittmeisters Gregor von Woldeck (1667–1735).

## Ehemalige Berufsschule des Volksgutes mit Wohnheim
Erbaut 1956 bis 1958, wurde das Gebäude regionale Ausbildungsstätte für Facharbeiter landwirtschaftlicher Berufe. Die Anlage ist ein Beispiel ländlicher Architektur der 1950er Jahre und dokumentiert den gesellschaftlichen Wandel nach 1945.
Heute bietet das Gebäude als Internationales Jugenddorf Gut Gnewikow Gruppenreisenden, Familien und Individualtouristen Unterkunft.

## Vereine
- Förderverein Dorfkirche Gnewikow e. V.
- Interessengemeinschaft zu Gnewikow e. V.
- Der singende Stammtisch
- Landfrauenortsgruppe Gnewikow
- Freiwillige Feuerwehr
- Jugendfeuerwehr[10]

## Literarisches
Einige Szenen des Romans Altweibersommer von Frank Goyke spielen auf „Schloss Gnewikow“. In dem Krimi ermittelt Theodor Fontane in einem fiktiven Mordfall.